# エリザ・オスグッド・ヴァンダービルト・ウェブ
エリザ・オスグッド・ヴァンダービルト・ウェブまたはライラ・ヴァンダービルト・ウェブ (Eliza Osgood Vanderbilt Webb またはLila Vanderbilt Webb 1860年 – 1936年) はアメリカ合衆国の高名なヴァンダービルト家の一族で相続人。

## 経歴

### 生い立ち
ウィリアム・ヘンリー・ヴァンダービルトとマリア・ルイーザ・キッサム・ヴァンダービルトの8人の子の第7子四女。祖父はコーネリアス・ヴァンダービルト。きょうだいにはコーネリアス・ヴァンダービルト2世、マーガレット・ルイーザ・ヴァンダービルト、ウィリアム・キッサム・ヴァンダービルト、エミリー・ソーン・ヴァンダービルト、フローレンス・アデール・ヴァンダービルト、フレデリック・ウィリアム・ヴァンダービルト、ジョージ・ワシントン・ヴァンダービルト2世がいる。コネチカット州ファーミントンにあるミス・ポーターズ・スクールに進学。

### 馬
1,000万ドルの遺産を受け継ぎ、1899年、バーモント州シェルバーンにあるシェルバーン牧場を購入し展開させた。彼女は自身で献立を考え、使用人を雇い、来客をもてなし、インテリアの装飾を施したり庭園のデザインを行なったりした。1936年に亡くなるまで彼女はシェルバーン牧場で来客を楽しませ続けた。1909年、ウィリアム・タフト大統領のシェルバーン牧場訪問の際、大統領は彼女の夫は酔っ払ってどこかへ行ったと語った。
1923年、フロリダ州パームビーチのダンバー通りに家を建てた。その後フロリダ州ガルフ・ストリームにも家を建てた。

### プライベート
1881年、ウィリアム・セワード・ウェブと結婚し、フレデリカ・ヴァンダービルト・ウェブ、ジェイムス・ワトソン・ウェブ・シニア、ウィリアム・セワード・ウェブ・ジュニア、ヴァンダービルト・ウェブの4人の子をもうけた。
ゴルフ、コントラクトブリッジ、ガーデニング、旅行、読書が趣味であった。彼女はエヴァーグレイズ・クラブ初の女性会員であった。